# Jordi Frederic de Prússia
El príncep Jordi Frederic de Prússia (Bremen, 10 de juny de 1976) és el cap actual de la casa reial dels Hohenzollern i, per tant, el pretendent al tron de Prússia i també d'Alemanya. El seu nom complet en alemany és Georg Friedrich Ferdinand Prinz von Preußen.
El 25 de setembre del 1994, quan el seu avi el príncep Lluís Ferran de Prússia va morir, va ser ell qui va succeir-lo com a cap de la casa dels Hohenzollern, ja que el seu pare, Lluís Ferran fill, havia mort el 1977.
Jordi Frederic és rebesnet de Guillem II d'Alemanya, l'últim emperador alemany.